# Felix Vogg
Felix Vogg (né le 19 juin 1990) est un cavalier suisse de concours complet. En 2012, à 22 ans, il devient le plus jeune cavalier à remporter la coupe du monde de concours complet d'équitation sur Onfire. Quatre en plus tard, il participe à ses premiers jeux olympiques à Rio de Janeiro, il est éliminé sur l'épreuve de cross.
Issu d'une famille de cavaliers, son grand-père Roland Perret a participé aux jeux olympiques de 1956 et son frère Ben Vogg à ceux de 2016.